# Stictoptera basilutea
Stictoptera basilutea là một loài bướm đêm trong họ Noctuidae.